# رهمانية
رِهمَانِيَة أو الرحمانية جنس من سبعة أنواع من النباتات المزهرة من رتبة الشفويات والفصيلة الهالوكية المتوطنة في الصين.

## التأثيل
اسم الجنس معقود على اسم العلامة الروسي جوزيف رحمان (1788-1831) وهو طبيب في سانت بطرسبرغ. تُعرف أحيانًا باسم قفاز الثعلب الصيني نظرًا لتشابهها مع جنس القميعة إلا أن أنواعها معمرة. تحتوي النباتات على أزهار كبيرة وتزرع للزينة في أوروبا وأمريكا الشمالية ، وتستخدم طبيًا في آسيا.

## الأنواع
من أنواعها:
- رهمانية لزجة
- رهمانية سامية